# Chiniga, Tumkur
Chiniga là một làng thuộc tehsil Tumkur, huyện Tumkur, bang Karnataka, Ấn Độ.